# Salix arbusculoides
Salix arbusculoides är en videväxtart som beskrevs av Anderss.. Salix arbusculoides ingår i släktet viden, och familjen videväxter. Inga underarter finns listade i Catalogue of Life.